# Aswad

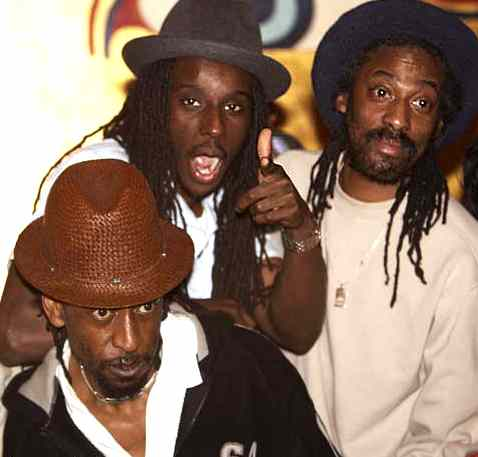
Aswad în 2007

Aswad („negru” în arabă) este o trupă reggae cu o existență îndelungată, care s-a remarcat prin introducerea de influențe R&B și soul sunetului reggae. Trupa este activă de la mijlocul anilor 1970 și a lansat în total 21 de albume.

## Membri
- Martin Augustine aka "Tatta" - chitară solo
- Brinsley Forde aka "Dan" (born 16 October 1952, Guyana) - Vocals, chitară ritmică
- Drummie Zeb aka Angus Gaye (born 1959, London, United Kingdom) - Vocals, drums
- Donald Griffiths (born 1954, Jamaica)
- Jimmy Neath aka "J-Slice" (born 1964, Manchester, United Kingdom) - Trumpet
- Jimmy Haynes aka "Senyah" - chitară solo, chitară acustică
- Clifton Morrison aka "Bigga" - Vocals, keyboards, Melodica
- George Oban - Left in 1980 - chitară bas
- Tony Gad - real name Dennis Anthony Robinson, born 11 November 1957, London. Joined in 1980 - Vocals, chitară bas

## Discografie
- 1976: Aswad - Mango Records
- 1978: Hulet - Mango Records
- 1981: New Chapter - Columbia Records
- 1981: Showcase - Mango Records
- 1982: A New Chapter of Dub - Mango Records
- 1982: Not Satisfied - Columbia Records UK #50
- 1983: Live and Direct - Mango Records UK #57
- 1984: Rebel Souls - Mango Records UK #48
- 1986: To the Top - Simba UK #71
- 1988: Jah Shaka Meets Aswad in Addis Ababa Studio - Jah Shaka
- 1988: Distant Thunder - Mango Records UK #10
- 1988: Renaissance - 20 Crucial Tracks - Stylus UK #52
- 1989: Aswad: Crucial Tracks
- 1990: Next to You - Alex
- 1990: Too Wicked - Mango Records UK #51
- 1993: Firesticks - Alex
- 1994: Rise and Shine - Rhino Entertainment UK #38
- 1995: Rise and Shine Again! - Mesa
- 1995: Dub: The Next Frontier - Mesa
- 1995: Greatest Hits UK #20
- 1997: Big Up - Atlantic Records
- 1997: The BBC Sessions
- 1999: Roots Revival - Ark 21
- 2001: 25 Live: 25th Anniversary
- 2002: Cool Summer Reggae UK #54